# 小川晋一 (建築家)
小川 晋一（おがわ しんいち、1955年 - ）は、日本の建築家。山口県生まれ。小川晋一都市建築設計事務所主宰。近畿大学工学部建築学科教授。日本大学芸術学部非常勤講師。英国エジンバラ芸術大学建築学科客員教授をつとめる。
息子は建築家の小川文象。

## 経歴
- 1978年 日本大学芸術学部卒業
- 1977年 ワシントン州立大学建築学科交換留学
- 1984年 文化庁派遣芸術家在外研修員/在ニューヨーク
- 1984年 ポール・ルドルフ事務所（ニューヨーク）勤務
- 1985年 アルキテクトニカ（ニューヨーク）勤務
- 1986年 小川晋一都市建築設計事務所設立

現在：近畿大学工学部建築学科教授、日本大学芸術学部非常勤講師、英国エジンバラ芸術大学建築学科客員教授

## 受賞歴
- 1989年 - 第9回SDレビュー入選・朝倉賞
- 1991年 - 第10回SDレビュー入選
- 1992年 - 第11回SDレビュー入選
- 1995年 - 横浜港国際客船ターミナル国際建築設計競技・選外佳作
- 1995年 - 水俣メモリアル国際設計競技・準佳作入賞
- 1996年 - スコットランド建築デザインセンター国際公開コンペ 佳作入賞
- 1996年 - 平田町タウンセンター施設整備公開設計競技 入賞
- 1996年 - CSデザイン賞 金賞
- 2002年 - パチンコホールデザインコンペティション 優秀賞
- 2004年 - DUPONコーリアンデザインコンペティション 最優秀賞
- 2007年 - INTERNATIONAL ARCHITECTURE AWARD 受賞

## 作品
- 1989年 - Cubist House（山口県）
- 1990年 - Minimalist House（山口県）
- 1991年 - Restore Station（広島県）
- 1992年 - X3（山口県）
- 1993年 - Sound Egg（山口県）
- 1994年 - Tokuyama Dentist Association Hall（山口県）
- 1995年 - Minamata Memorial Design Competition（熊本県）

- 1996年
  - Isobe Studio & Residence（山口県）
  - Kid Museum（山口県）
  - Glass House（広島県）

- 1998年
  - Nagaya Ladies Clinic（山口県）
  - AIR CHAIR
  - White Cube（広島県）
- 1999年 - Cassina Ixc.Hiroshima（広島県）
- 2001年 - Tunnel House（広島県）
- 2002年
  - Sadler's Wells（広島県）
  - ABSTRUCT HOUSE（広島県）
  - BARBUS（山口県）
  - 104X（山口県）
- 2003年 - FIREPLACE HOUSE（東京都）
- 2004年
  - COURT HOUSE（埼玉県）
  - LOFT HOUSE（愛知県）
- 2005年
  - TWIN COURT HOUSE（福岡県）
  - SKY COURT HOUSE（福岡県）
  - AUTOMOTIVE CENTER EINNOVATION SPACE（愛知県）
  - HORIZON HOUSE（静岡県）

- 2006年 - CENTER COURT HOUSE（東京都）

- 2007年
  - MINIMUM CUBE（東京都）
  - WHITE COURT HOUSE（東京都）
  - VOID HOUSE（岐阜県）
  - 36M HOUSE（香川県）
  - World of Calvin Klein THE HOUSE（東京都）

- 2008年
  - LIVING COURT HOUSE（栃木県）
  - SUMMER HOUSE（神奈川県）
  - HILL HOUSE（広島県）
  - AIR COURT HOUSE（三重県）
  - FLOATING HOUSE（和歌山県）
  - OCEAN VIEW HOUSE（新潟県）
  - PANORAMA HOUSE（神奈川県）

- 2009年 - LIGHT HOUSE（埼玉県）

- 2012年
  - 150M WEEKEND HOUSE（タイ）
  - LIBRARY HOUSE（栃木県）
  - MINIMALIST HOUSE（沖縄県）

## 著書
- 「アーキテクトニカのロマンティックモダニズム」(PROCESS社)責任編集翻訳 1977
- 「SD9906特集　小川晋一 - Transbody / Super traffic　特集号出版」(鹿島出版会) 1984
- 「アメリカ高層住宅の新しい動き」(PROCESS社)責任編集 1986
- 「ディテール10月号別冊　小川晋一 / 見えないディテール」(彰国社) 2008

## 小川事務所出身の建築家
- 三分一博志
- 土井一秀
- 土井良介
- 山根利之